# Juhani Aho
Juhani Aho, originalmente Johannes Brofeldt (Lapinlahti, 11 de setembro de 1861 — Helsinque, 8 de agosto de 1921) foi um escritor e jornalista finlandês-sueco. Ele foi indicado ao prêmio Nobel de literatura doze vezes.

## Juventude
Juhani Aho nasceu em Lapinlahti em 1861. Seus pais eram Henrik Gustaf Theodor Brofeldt e Karolina Fredrika Emelie "Emma" Brofeldt (nascida Snellman). Os Brofeldts eram uma família sacerdotal: Theodor era um pregador avivalista relativamente conhecido, cujos sermões foram publicados em 1917 como Rovasti H. G. Th. Brofeldtin saarnoja e o pai foram capelão e o avô vigário. Juhani tinha dois irmãos mais novos Kaarlo Kustaa Brofeldt (1865–1936) e Petter Fredrik Brofeldt (1864–1945) que, seguindo o exemplo de Juhani, adotou os nomes finlandeses Kalle e Pekka, bem como o sobrenome Aho.
De 1872 a 1880, Juhani Aho frequentou o Kuopion Lyseo, uma das poucas escolas de ensino médio que oferece ensino em finlandês. Durante seu tempo na escola, ele adotou o pseudônimo de Juhani Aho para muitos de seus trabalhos escolares. Na década de 1880, ele estudou na Universidade de Helsinque e foi associado a radicais políticos. Suas atividades literárias foram auxiliadas por Elisabeth Järnefelt e seu círculo, a "escola Järnefelt", que foram os pioneiros do realismo finlandês.

## Carreira
A produção literária de Aho é ampla, pois ele buscou estilos diferentes com o passar do tempo.
Ele começou como um realista e seu primeiro romance Rautatie (Railroad, 1884), que é considerado uma de suas principais obras, é desse período. Mais tarde, ele mudou-se para o neoromanticismo com os romances Panu e Kevät ja takatalvi, bem como Juha. O último é uma das suas obras mais conhecidas e foi duas vezes adaptado para ópera, de Aarre Merikanto e de Leevi Madetoja, e para quatro vezes, a mais recente em 1999, de Aki Kaurismäki.
Seu romance Yksin (Alone), publicado em 1890, controversamente ousado para os padrões da literatura finlandesa daquela época, é um roman à clef. Seu conto de amor não correspondido é o romance autobiográfico da paixão de Aho por Aino Järnefelt que, na época, estava secretamente noivo de Jean Sibelius, com quem ela se casaria mais tarde. Os sentimentos iniciais de raiva e ciúme que a leitura do romance provocou em Sibelius foram logo esquecidos e, mais tarde, Aho e Sibelius eram amigos íntimos e vizinhos em Järvenpää, onde o compositor tinha uma villa batizada de "Ainola" (o Lugar de Aino). Aho casou -se com Venny Soldan-Brofeldt em 1891.
Além de seus romances, Aho escreveu uma série de contos de estilo distinto, chamados de "lascas" ("lastuja" em finlandês). Seus tópicos podem variar de alegorias políticas a representações da vida cotidiana.
O primeiro e mais famoso dos contos é Siihen aikaan kun isä lampun osti (Quando o pai trouxe a lâmpada para casa), que descreve o efeito da inovação nas pessoas que vivem no campo. Hoje em dia, o título é um ditado finlandês usado quando algo relacionado a uma nova tecnologia é introduzido.
Aho foi um dos fundadores do Päivälehti, o antecessor do maior jornal da Finlândia hoje, Helsingin Sanomat. Foi também um dos colaboradores ativos da revista cultural Valvoja.
Aho adorava pesca com mosca. Em 1906 ele conheceu as corredeiras Huopanankoski em Viitasaari. Depois disso, ele foi para lá a cada primavera e outono por 14 anos. Ele também passou os verões em Laukkoski, Pornainen.
Aho morreu em Helsinque em 1921. A fotógrafa Claire Aho é sua neta.

## Galeria
- Aho em 1886
- Retrato de sua esposa Venny Soldan-Brofeldt, 1890
- Retrato de Venny, 1891
- Aho por Eero Järnefelt, 1906
- Pesca em Huopanankoski em Viitasaari, Finlândia Central
- Ahola, a casa de Aho em Järvenpää
- Museu Juhani Aho em Iisalmi